# Parasaphodes townsendi
Parasaphodes townsendi är en stekelart som först beskrevs av William Harris Ashmead 1905.  Parasaphodes townsendi ingår i släktet Parasaphodes och familjen puppglanssteklar. Inga underarter finns listade i Catalogue of Life.